# NGC 3831
إن جي سي 3831 التي يرمز لها بالرمز NGC 3831، هي مجرة، في كوكبة الباطية.

## الاكتشاف
اكتشفت في 9 مارس 1828، بواسطة جون هيرشل.

## روابط خارجية
- NGC 3831 على موقع ويكي سكاي: DSS2, SDSS, GALEX, IRAS, Hydrogen α, X-Ray, Astrophoto, Sky Map, Articles and images